# Рат за Чако
Рат за Чако (шп. Guerra del Chaco) био је рат између Боливије и Парагваја од септембра 1932. до јуна 1935. године, због контроле над северним делом регије Гран Чако, за коју се сматрало да је богата нафтом.
Такође се помиње и као рат жедних (шп. La Guerra de la Sed), јер су се борбе одвијале у полусушном подручју Чакоа.
Рат је био најкрвавији војни сукоб у Јужној Америци током 20. века. Сукобиле су се две најсиромашније земље Јужне Америке, које су претходно изгубиле територије у ратовима током 19. века. Током рата, обе земље суочавале су се с потешкоћама у снабдевању својих војски, јер су земље без излаза на море, па је њихова спољна трговина и куповина оружја зависила од спремности суседних земаља да им помогну. Боливија је уз то имала и лоше путеве.
Иако је Боливија имала уносан приход од рударства и боље опремљену и већу војску од Парагваја, ипак је Парагвај добио рат, који је до окончања рата контролисао већину спорних подручја, те је на крају добио и две трећине спорних територија према мировним споразумима.